# Apanteles sisenna
Apanteles sisenna är en stekelart som beskrevs av Nixon 1972. Apanteles sisenna ingår i släktet Apanteles och familjen bracksteklar. Inga underarter finns listade i Catalogue of Life.